# Хасан, Хирси Али Хаджи
Хирси Али Хаджи Хасан (сомал. Xirsi Cali Xaaji Xasan; род. 1966) — сомалилендский политический и общественный деятель, председатель «Ваддани» с 15 ноября 2021 года.

## Биография
Хирси Али Хаджи Хасан родился в 1966 году. В 1987 году завершил получение среднего образования.
После получения высшего образования Хирси в начале 1990-х годов присоединился к Сомалийскому националистическому движению. Через некоторое время, когда Сомалиленд провозгласил свою независимость, Хирси Али Хаджи Хасан возобновил учёбу в Сомалиленде, затем отправился в Индию и Великобританию, сосредоточившись на информационно-коммуникационных технологиях и администрировании. Также изучал право и шариат.
Начал свою карьеру в качестве волонтёра, а затем присоединился к отделу денежных переводов Dahabshiil Group. Спустя время стал генеральным директором компании Somtel, входящей в телекоммуникационную компанию Африканского Рога. Затем Хасан перешёл от бизнеса к политике. Когда партия «Кульмие» была оппозицией, он был избран представителем комиссии, стал заместителем председателя избирательной комиссии Сомалиленда, занимал эту должность год, а позже ушёл в отставку.
Сыграл ключевую роль в убедительной победе партии «Кульмие» на президентских выборах 2010 года. Занимал министерские должности при президенте Ахмеде Силаньо.
Позже вступил в партию «Ваддани» и стал одним из её лидеров. 29 октября 2021 года выдвинул кандидатуру на пост председателя «Ваддани». 15 ноября на партийном съезде был избран её председателем.
Является автором нескольких книг, таких как «От сельской местности к президентским и богатым потребностям» и «Моя миссия».